# 斑頭蛇鰻
斑頭蛇鰻，為輻鰭魚綱鰻鱺目糯鰻亞目蛇鰻科的其中一種，分布於西大西洋區，從美國北卡羅萊納州至巴西海域，棲息深度可達150公尺，體長可達81公分，棲息在底層水域，屬肉食性，生活習性不明。

## 擴展閱讀
維基物種上的相關：斑頭蛇鰻